# Luis Abarca de Bolea y Castro
Luis Abarca de Bolea y Castro-Fernández de Híjar (Madrid, 2 de setembre de 1617-15 d'octubre de 1653) II marquès de Torres, fou un noble, militar i escriptor castellà.

## Biografia
Era fill de Martín Abarca de Bolea, I marquès de Torres, i d'Ana Catalina Pérez de Almazán, filla dels comtes de Fuentes. Ambdós progenitors eren naturals de Saragossa, tot i que Luis va néixer a Madrid, batejat el 2 de setembre a l'església de San Martín de la capital. Resident a la cort durant la seva infantesa com a donzell o menino de la reina Isabel de Borbó. Encara nen, el 1623 el rei Felip IV li atorgà l'hàbit de l'Orde de Sant Jaume, amb títol concedit finalment el 13 de desembre de 1625. El 1639 servia com a gentilhome de boca del monarca, i quan arribà a l'edat adulta ingressà a l'exèrcit de Flandes amb el grau de Capità de Cuirasses dels estats de Flandes, i el rei el posà al capdavant d'un dels Terços d'Infanteria, on esdevingué un militar de prestigi.

### Àmbit artístic
És conegut també pel seu vessant literari, com a poeta fonamentalment. A més fou un destacat mecenes d'obres literàries d'ingenis aragonesos, segons Jerónimo de San José procurà sempre afavorir els estudiosos i la seva divulgació. De fet, el 1649 es va celebrar un certamen poètic a la ciutat d'Osca amb motiu de les segones núpcies de Felip IV amb Maria Anna d'Àustria. L'acte fou proposat, presidit i sufragat econòmicament pel marquès de Torres i, d'altra banda, també hi participà amb la composició d'uns versos en honor dels monarques, després publicat conjuntament amb Josep Fèlix d'Amada i Torregrossa. Poc després de la celebració del certament morí, vers 1653 o 1654, com ho testifica el canonge Manuel de Salinas y Lizana a la seva «Epístola» de l'obra Catorce vidas de Santas de la Orden del Císter. El succeí en els títols el seu fill Bernardo, en aquell moment encara un nen, que quedà sota la tutela de la seva mare.

### Matrimoni
Es casà Catalina Barbára de Ornés, entre els seus fills hi ha el successor, Bernardo Abarca de Bolea.

## Obres
La seva faceta com a poeta és destacada, molt lloat i celebrat per la seva qualitat literària, a més a la seva família hi havia antecedents d'obra escrita, especialment del seu pare, que també conreà la poesia. Entre les seves obres hi ha les que es publicaren sufragades per ell mateix, i després hi ha una sèrie de poesies integrades en altres obres.

### Publicacions
- Palestra numerosa Austríaca en la victoriosa Ciudad de Huesca al augustísimo Consorcio de los Católicos Reyes de España D. Felipe IV y Doña Mariana de Austria. Osca, 1650.
- Certamen literario al talamo de Philipo Quarto y Mariana de Austria. Osca: Juan Francisco de Larumbe, 1649.
- «Dedicatorias a Felipe IV y a D. Luis Méndez de Haro» a San José, Fra Jerónimo de. Genio de la Historia... Saragossa: Luis Abarca de Bolea, 1651.
- Memorial (és una obra sense portada)

### Poesies diverses
- «A Alonso Pérez, Padre del Doctor Iuan Perez de Montalbán. Soneto» a Grande de Tena, Pedro. Lágrimas del... Dr. Iuan Pérez de Montalbán... Madrid, 1639.
- «Soneto» a Salazar Mardones, Cristóbal de. Ilustración y defensa de la Fabulo de Piramo y Tisbe. Madrid: 1636.
- «Al Autor. Soneto» a Moncayo y Gurrea, Juan de. Rimas. Saragossa, 1652.
- «Al Autor. Soneto» a Díez y Foncalda, Alberto. Poesías varias, Tom I. Saragossa, 1653.